# Der rote Prinz
Der rote Prinz ist ein österreichisch-deutsches Filmdrama aus dem Jahre 1953 von Hans Schott-Schöbinger mit Inge Egger und Peter Pasetti in der Titelrolle als Habsburger Erzherzog Johann Salvator alias Johann Orth.

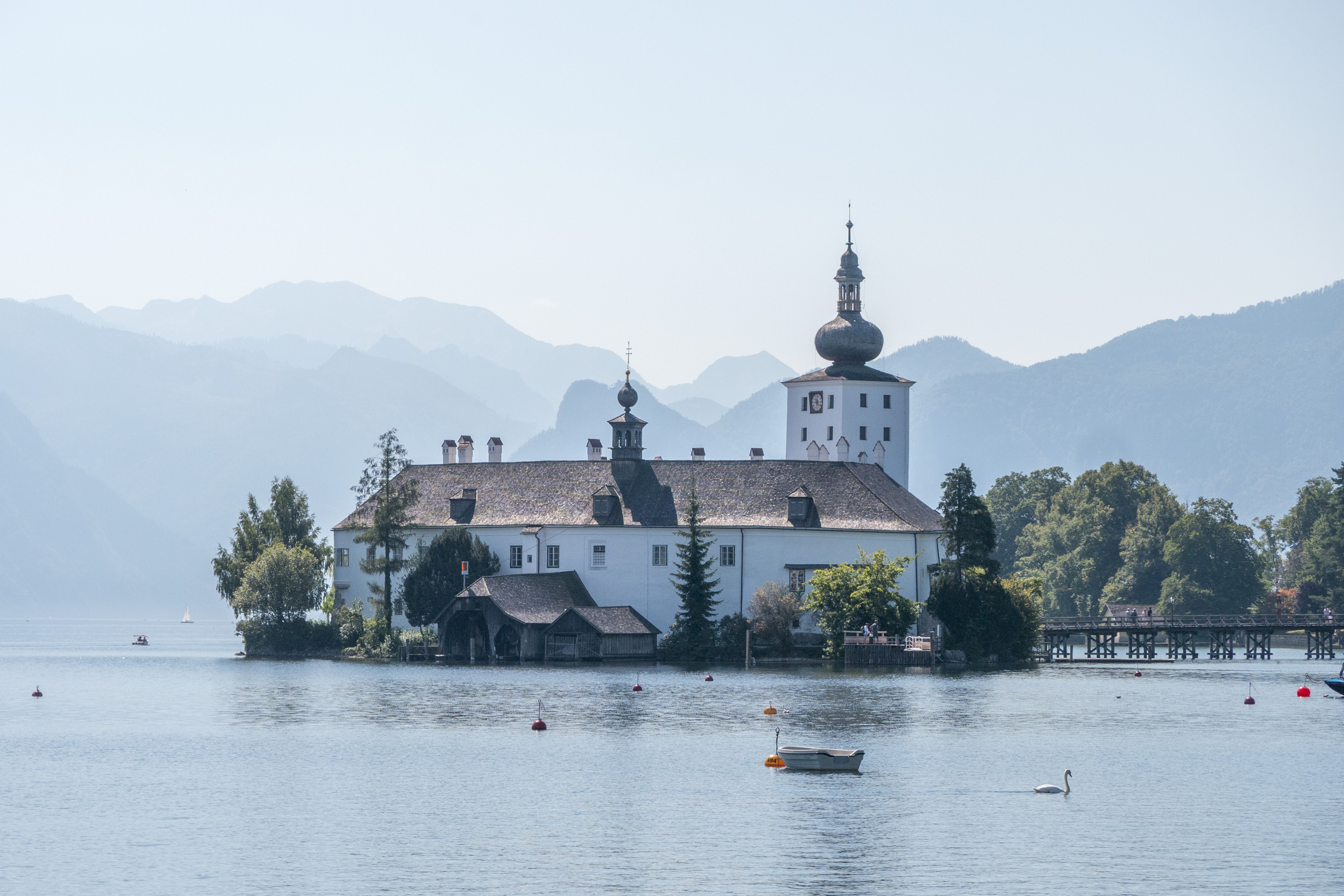
Einer der Drehorte: Schloss Ort

## Handlung
Österreich-Ungarn in den 1880er Jahren. Der österreichischen Erzherzog Johann Salvator gilt als Rebell im stockkonservativen Herrscherhaus Habsburg. Da wundert es nicht, dass er die Familie mit einer seiner revolutionären Ideen wieder einmal in Rage bringt. Diesmal ist sein die Familie in Wallung bringende Einfall höchst privater Natur, denn seine Hochwohlgeboren beliebt seine Geliebte, die nicht unbedingt standesgemäße Tänzerin und Sängerin Milly Stubel zu ehelichen. Im allerhöchsten Auftrag stellt sich ein höfischer Intrigant, der selbst ein Auge auf Milly geworfen hat, gegen ihn und sorgt dafür, dass der Erzherzog kurzerhand für unzurechnungsfähig erklärt wird und all seiner höfischen Ämter und Titel verlustig wird. 
Johann und seine Milly werden auf Schloss Ort im beschaulichen Oberösterreich interniert, doch gelingt es dem ungleichen Liebespaar von dort zu entfliehen und nach Genua zu entkommen. Dort wollen sie das Schiff „Santa Margaretha“ besteigen und in ein neues, von allen Konventionen befreites Leben segeln. Der nachreisende schurkische Höfling will auch dies verhindern und plant, das Schiff in die Luft zu sprengen. Doch Erzherzog Johann, der nun den Namen Johann Orth angenommen ist, kann den feigen Anschlag verhindern und wirft den Schurken über Bord ins Meer. Dann verschwindet das Schiff im Nirgendwo und ward nimmer mehr gesehen. Auch Johann, „der rote Prinz“, und seine Geliebte Milly bleiben verschollen.

## Produktionsnotizen
Der rote Prinz entstand Ende 1953 in Thalerhof bei Graz (Atelier) sowie in den österreichischen Drehorten Gmunden, Schloss Schönbrunn, Schloss Ort am Traunsee, Mittendorf und Bad Aussee. Der Film wurde am 12. März 1954 in Dortmund uraufgeführt. Die Wiener Premiere war am 23. Juni 1954, die Berliner Erstaufführung am 17. September desselben Jahres. 
Auguste Barth-Reuß übernahm die Produktionsleitung, Eduard Stolba entwarf die Filmbauten. Otto Reinwald war Aufnahmeleiter. Franz Antel soll ungenannt an der Regie mitgearbeitet haben.
Walther Reyer gab hier mit einer kleinen Rolle sein Filmdebüt.

## Wissenswertes
Drei Jahre zuvor hatte derselbe Regisseur bereits einen Filmstoff über einen Habsburger Erzherzog Johann, und zwar Johann von Österreich, unter dem Titel Erzherzog Johanns große Liebe gedreht. Dort spielte O. W. Fischer die Titelrolle.

## Kritik
Im Lexikon des Internationalen Films ist zu lesen: „Die romantisch ausgeschmückte Geschichte des österreichischen Erzherzogs Johann Salvator (1852–1891), der sich mit seinen aufrührerischen Schriften in Gegensatz zur Krone stellte, degradiert wurde, auf Rang und Würden verzichtete und wahrscheinlich auf einer abenteuerlichen Seereise ums Leben kam. Im Mittelpunkt des durchschnittlichen Kostümfilms steht die Liebe des Prinzen zu einer Wiener Sängerin.“